# Sexy Sadie (banda)
Sexy Sadie fue un grupo de pop-rock español formado en Mallorca en 1992 y disuelto en 2006. El grupo toma su nombre de la canción homónima de los Beatles. Grabaron seis álbumes oficiales, más uno de versiones, uno de rarezas, uno de remezclas, uno en directo y un recopilatorio; en total once álbumes editados. El 3 de abril de 2006 publicaron su último álbum, titulado Translate. Las letras de sus canciones están en inglés.
El 19 de septiembre de 2006, en su blog oficial, anunciaron la disolución con un mensaje que empezaba así: "Después de más de 14 años, seis discos e innumerables conciertos; hemos decidido dejar de tocar juntos".
Cinco años después anuncian que vuelven a juntarse en una gira especial durante el año 2011. Sus conciertos más destacados en esta gira serán en los festivales Pulpop Festival 2011 de Roquetas de mar, Almería, el sábado 9 de julio, Low Cost Festival 2011 de Benidorm, Alicante, el jueves 21 de julio, Sonorama Ribera 2011 en Aranda de duero, Burgos, el jueves 11 de agosto y en la Feria de Málaga el sábado 20 de agosto. El 5 de julio de 2014 la banda se volvió a subir a un escenario con motivo del 25 aniversario de su sello discográfico Subterfuge Records.
El grupo se juntó una vez para actuar, el 12 de mayo de 2018, en la tercera edición del Mallorca Live Festival para celebrar el vigésimo aniversario de su disco It's Beautiful It's Love.

## Miembros
- Miki Serra (1992-1997)- Voz y guitarra
- Jaime García Soriano (1992-2006) - Voz y guitarra
- Toni Toledo (1992-2006) - Batería
- José Luis Sampol - (1992-2000) - Bajo y coros
- Pablo García Soriano (verano 1999)-Guitarra
- Miquel Martínez "Pinti" (1998-1999) - Guitarra
- Carlos Pilán (1999-2006) - Guitarra
- Jaume Gost (2000-2006) - Bajo
- Michael Mesquida (2006-2006) - Guitarra
- Sergio Molina (2006-2006) - Teclado

## Discografía
- 1994 Draining Your Brain
- 1996 Onion Soup
- 1997 Onion Soup triturated by Big Toxic
- 1998 It's Beautiful, It's Love
- 2000 Butterflies
- 2000 Odd Tracks Out!
- 2002 Dream Covers
- 2003 Lost & Found
- 2004 What Have You Done? - 10 Years of Singles [CD+DVD]
- 2004 27.03.04 (Directo Sala Arena)
- 2006 Translate
- 2018 It’s Beautiful, It’s Love (Remastered Version)
- 2021 Butterflies (2021 Remastered)